# Marcinkowice (województwo zachodniopomorskie)

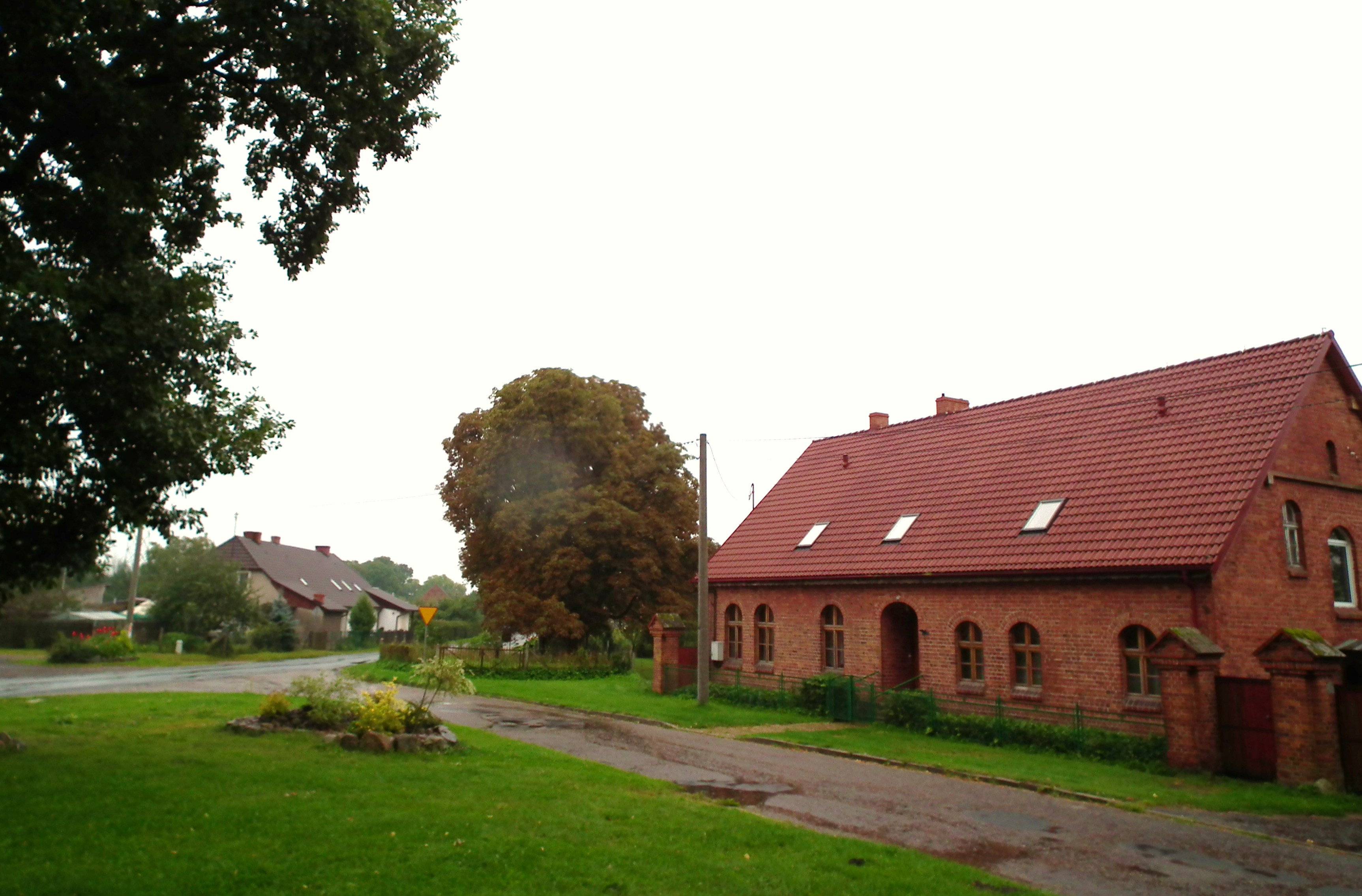
Fragment centrum wsi

Marcinkowice – wieś w Polsce położona w województwie zachodniopomorskim, w powiecie wałeckim, w gminie Tuczno. Miejscowość położona na wysokości 125 m n.p.m., przy szosie łączącej Tuczno z Mirosławcem, około 10 km na północ od Tuczna.
W latach 1975–1998 miejscowość administracyjnie należała do województwa pilskiego.
W miejscowości działało Państwowe Gospodarstwo Rolne Marcinkowice.

## Części wsi
| SIMC    | Nazwa | Rodzaj    |
| ------- | ----- | --------- |
| 0530710 | Bytyń | część wsi |

## Historia
Wieś istniała już w XIV wieku, wzmiankowana w latach 1337 i 1349. W źródłach występuje jako Martinsdorp, Mertensdorp, Marcinkowo. W wieku XIV liczyła 64 łany. W roku 1514 Marcinkowice były przedmiotem sporu między liniami Wedlów z Tuczna i Mirosławca. Potem należały do Wedlów-Tuczyńskich. W roku 1610 pożar zniszczył wieś. We dworze marcinkowickim rezydowali w wieku XVIII właściciele majętności tyczyńskiej – Mycielscy, Ponińscy, Skoroszewscy. W roku 1789 Marcinkowice liczyły 55 dymów. W wieku XVIII i XIX właściciele zmieniali się często. Kościół katolicki powstał w średniowieczu. Obecny budynek kościoła zbudowany został w latach 1627–1628, ufundowany przez Andrzeja Tuczyńskiego z Tuczna.

## Zabytki
Obecny budynek kościoła należy do najcenniejszych zabytków powiatu wałeckiego. Zbudowany został w latach 1627–1628 kosztem Andrzeja Tuczyńskiego z Tuczna. Jest to budowla jednonawowa, wzniesiona w stylu gotyckim, z prezbiterium zamkniętym wielobocznie, z dużą, masywną wieżą od strony zachodniej, na której znajduje się dzwon z 1598 roku wykonany przez stargardzkiego ludwisarza Joahima Karstede. Od północy przylega do niej zakrystia i niewielka kaplica przerobiona z dawnej kruchty. W zgodzie z tym gotyckim rzutem są nie tynkowane ściany ceglane, skarpy i ostrołukowe otwory okienne elewacji. Jedynie układ i format cegieł, a także sklepienie, którym przykryte jest wnętrze, świadczą o epoce operującej odmiennym od gotyku zasobem form i środków architektonicznych. W ołtarzu głównym zachował się ciekawy i wartościowy obraz w drewnianym obramowaniu renesansowym przedstawiający Madonnę w otoczeniu aniołów. Szereg szczegółów malarskich pozwala przypuszczać, że obraz ten, charakterystyczny dla malarstwa kościelnego przełomu XVI i XVII wieku, jest dziełem wybitnego gdańskiego malarza Hermana Hana (1574-1628), którego najważniejsze dzieła zachowały się w opactwie cysterskim w Pelplinie.
Między Marcinkowicami a Rzeczycą na zachodnim brzegu niewielkiego jeziora leży podkowiaste grodzisko. Obwód wału wynosi 54 m, średnica grodziska sięga kilkunastu metrów. Położone jest w miejscu z natury obronnym, wśród rozległych terenów bagnistych. Pale znajdowane w jeziorze w pobliżu grodziska wskazują na istnienie pomostu łączącego dawny gród z przeciwległym brzegiem jeziora. W toku próbnych badań wykopaliskowych prowadzonych w roku 1926 odkryto warstwę kulturową ze śladami spalenizny. Wśród znalezisk najliczniej wystąpiły odłamki ceramiki.

## Szkoła
W miejscowości działa Szkoła Podstawowa im. Mieszka I\.
W roku 1966 przeniesiono Szkołę Podstawową z Lubieszy do Marcinkowic.